# M.o.e.
m.o.e.（エム・オー・イー、master of entertainment）はかつて存在したポニーキャニオンの15分アニメ専用レーベルの名称。このレーベルが関わったアニメは全て独立放送局（UHFアニメ）で放送された。

## 概要
m.o.e.はWOWOWの『アニメコンプレックス2』という番組枠を用いて15分アニメを製作していたポニーキャニオンの一部門が2001年に発足させたレーベルである。
その名称はmaster of entertainmentの略称とされているが、そのまま「もえ」と読むことができ、発表された作品もその名の通り視聴者の「萌え」感情を刺激するようなお色気美少女アニメばかりである（ただし当時のUHFアニメはこれに限らず美少女アニメが大半を占めていた）。
しかしながら、m.o.e.レーベルの各作品はこの類のアニメとしては制作進行管理が徹底されており、外形的な部分（作画等）では高い品質を誇っている。またテレビ放送から間を置かずに作品を収録したDVDが発売されることが多く、これも制作進行管理が適切に行われていることを示している（DVD発売の準備期間を考慮すると相当余裕を持たせて制作されているということが推測できるため）。
m.o.e.は、テレビ放送されたエピソードをその放送直後にインターネットを用いて無料で放送（期間限定）するという、当時としては画期的な展開も行ってきた。また旧作品についても部分的にこの無料放送を実施したり、新作の発表にあわせて廉価版DVD-BOXを発売するなど、積極的な販促活動を行っている。
しかしレーベルとしては2005年頃に、ポニーキャニオンのメインレーベルに統合されて事実上消滅した。

## 作品
- 『アニメコンプレックスNIGHT』枠
  - 『花右京メイド隊』 - 2001年 全12話+OVA3話 ※3年後に再びアニメ化されたが、製作会社がジェネオン・エンタテインメント（現NBCユニバーサル）に変更されている。
  - 『鋼鉄天使くるみ2式』 - 2001年 全12話
  - 『りぜるまいん』 - 2002年 全24話
  - 『鋼鉄天使くるみpure』 - 2002年 全24話 ※実写
- 『A15』枠
  - 『超変身コス∞プレイヤー』 - 2004年 全8話
  - 『ヒットをねらえ!』 - 2004年 全8話
  - 『LOVE♥LOVE?』 - 2004年 全9話
  - 『UG☆アルティメットガール』 - 2005年 全12話
- 『鋼鉄天使くるみ零』 - 2001年 全3話 ※OVA

## スタッフリンク作品
ポニーキャニオン名義で製作された作品のうち、下記については、久米憲司などm.o.eのスタッフとの関連が深い作品であるということでm.o.e.レーベルの各作品に準じた扱いがなされている。
- 『アニメコンプレックス2』枠
  - 『D4プリンセス』 - 1999年 全24話
  - 『臣士魔法劇場 リスキー☆セフティ』 - 1999年 全24話
  - 『鋼鉄天使くるみ』 - 1999年 全24話（この他OVAが4巻発表されている）